# Lehava

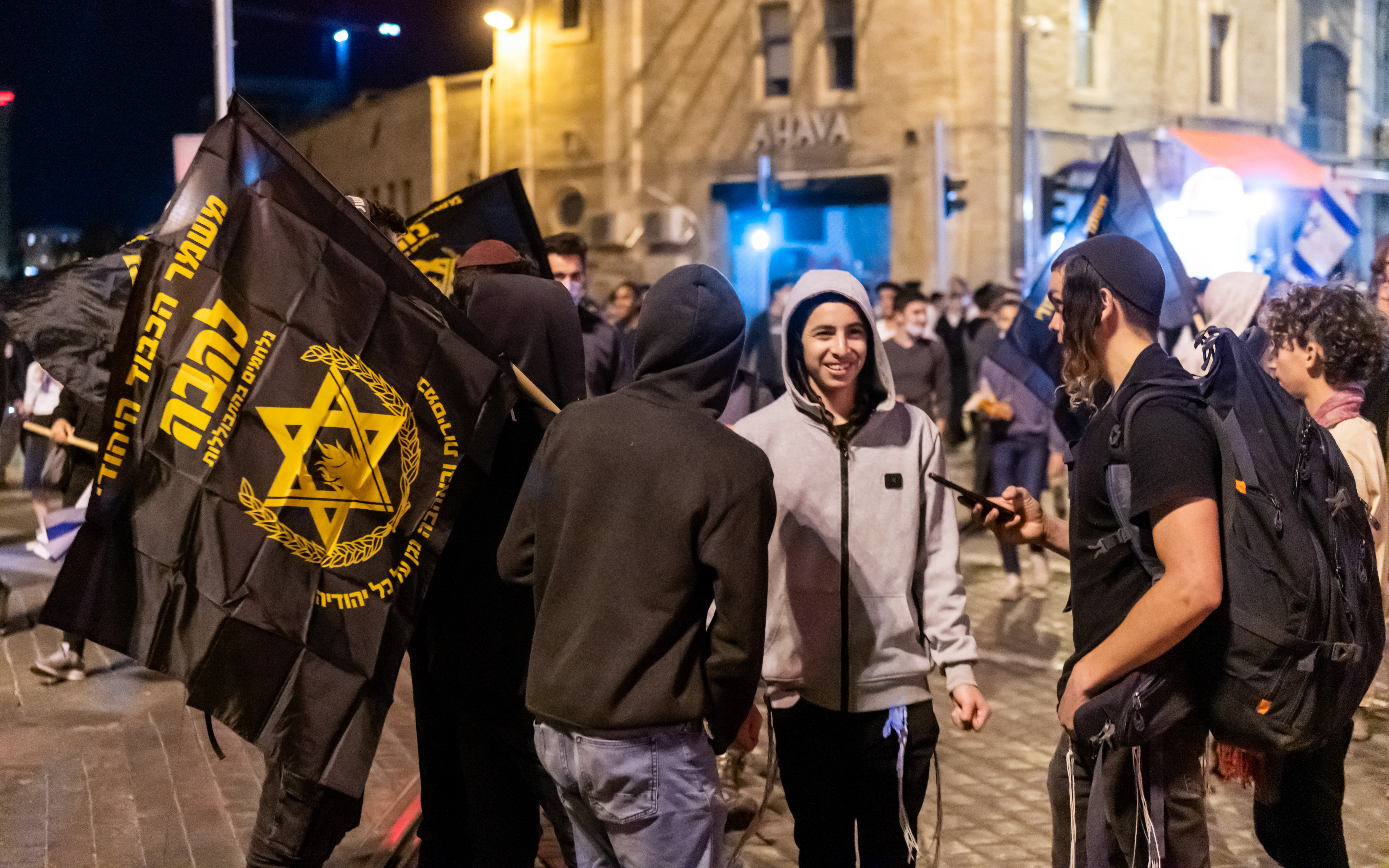
Militants de Lehava à Jérusalem. L'inscription sur le drapeau : La garde d'honneur juive, Combattre l’assimilation, Avec dévouement et amour, nous protégerons chaque femme juive

Lehava (hébreu : להב"ה) est une organisation d’extrême droite israélienne dont l'objectif principal est de s'opposer aux mariages entre juifs et non-juifs, en particulier le mariage des femmes juives avec des hommes arabes. La question de la pureté ethnique juive est au centre de son idéologie. Elle est proche du  Parti sioniste religieux.
Elle s'est également distinguée pour son apologie de la haine et de la violence contre les Palestiniens et les demandeurs d’asile africains. Elle organise des marches à Jérusalem-Est durant lesquelles ses militants crient « Mort aux Arabes ». En 2014, ses militants ont incendié une école maternelle qui accueillait des enfants juifs et arabes à Jérusalem-Ouest. 
Elle est dirigée par le Rabbin Ben-Zion Gopstein. Celui-ci qualifie les chrétiens de « vampires buveurs de sang » et a incité les juifs à incendier les églises et mosquées. Il affirme que les chrétiens doivent être expulsés d’Israël et la fête de Noël interdite. L’organisation a été classée par l’Union européenne en 2024 comme une organisation « radicale » et placé sur liste noire, imposant un gel de ses biens et une interdiction de visas Européens pour ses membres. Ses actions ont été dénoncées par le président israélien Reuven Rivlin comme étant « comme les rongeurs qui grignotent sous la fondation démocratique et juive partagée d'Israël »,. 